# 猫丸先輩シリーズ
『猫丸先輩シリーズ』（ねこまるせんぱいシリーズ）は、日本の推理作家である倉知淳の一連の作品群である。最新刊は『月下美人を待つ庭で 猫丸先輩の妄言』（2020年12月21日、東京創元社）。

## 概要
長編1篇、短編集5冊（短編32篇）、計6冊から成る。
初期では死体の登場する通常の本格推理小説を主に扱っていたが、次第にいわゆる日常の謎を扱う割合が増えている。

## 主な登場人物
- 猫丸先輩（ねこまるせんぱい）

作品中、下の名は明かされていない。小柄、童顔のせいで年齢も不詳だが、初登場時（「五十円玉に十枚の謎　解答編」）では20歳代、その後は30歳代前半と記述されている。子猫のような眼に前髪を長く垂らす。本シリーズの一貫した探偵役。飄々とした性格で身のこなしも猫のようにしなやか。大学を出た後も定職に就かず、様々なアルバイトを経験し、後輩にアルバイトの世話をさせても悪びれることなく飄々と世を渡っている。八木沢など年下の人間に対しては落語のご隠居めいた、おっさんぽい話し方が出る。
- 八木沢 行寿（やぎさわ ゆきとし）

小雑誌の編集者。猫丸の大学時代の後輩。2年後輩である。中肉中背。猫丸にライターの仕事を紹介するなど何かと世話を焼くが、振り回される主な被害者でもある。準レギュラーで「幻獣遁走曲」などには全く登場しない。

## シリーズ作品
- 日曜の夜は出たくない（1994年1月25日 創元クライム・クラブ ISBN 978-4-488-01264-9 / 1998年1月30日 創元推理文庫 ISBN 978-4-488-42101-4 / 2019年1月21日 創元推理文庫【新版】 ISBN 978-4-488-42121-2）
  - 空中散歩者の最期
  - 約束
  - 海に棲む河童
  - 一六三人の目撃者
  - 寄生虫館の殺人
  - 生首幽霊
  - 日曜の夜は出たくない
  - 誰にも解析できないであろうメッセージ
  - 蛇足 - あるいは真夜中の電話

- 過ぎ行く風はみどり色（1995年6月30日 創元クライム・クラブ ISBN 978-4-488-01273-1 / 2003年7月18日 創元推理文庫 ISBN 978-4-488-42103-8 / 2019年3月22日 創元推理文庫【新版】 ISBN 978-4-488-42122-9）

- 幻獣遁走曲 猫丸先輩のアルバイト探偵ノート（1999年10月20日 創元クライム・クラブ ISBN 978-4-488-01282-3 / 2004年4月9日 創元推理文庫 ISBN 978-4-488-42104-5 / 2019年5月31日 創元推理文庫【新版】 ISBN 978-4-488-42123-6）
  - 猫の日の事件
  - 寝ていてください
  - 幻獣遁走曲
  - たたかえ、よりきり仮面
  - トレジャーハント・トラップ・トリップ

- 猫丸先輩の推測（2002年9月5日 講談社ノベルス ISBN 978-4-06-182272-6 / 2005年9月15日 講談社文庫 ISBN 978-4-06-275183-4）
  - 【改題】夜届く 猫丸先輩の推測（2018年1月26日 創元推理文庫 ISBN 978-4-488-42110-6）
    - 夜届く (メフィスト 1999年9月号)
    - 桜の森の七分咲きの下 (メフィスト 2001年1月号)
    - 失踪当時の肉球は (メフィスト 2001年5月号)
    - たわしと真夏とスパイ (メフィスト 2002年1月号)
    - カラスの動物園 (メフィスト 2002年5月号)
    - クリスマスの猫丸

- 猫丸先輩の空論（2005年9月5日 講談社ノベルス ISBN 978-4-06-182446-1 / 2008年9月12日 講談社文庫 ISBN 978-4-06-276147-5）
  - 【改題】とむらい自動車 猫丸先輩の空論（2019年7月19日 創元推理文庫 ISBN 978-4-488-42125-0）
    - 水のそとの何か (メフィスト 2003年5月号)
    - とむらい自動車 (メフィスト 2003年9月号)
    - 子ねこを救え (メフィスト 2004年1月号)
    - な、なつのこ (メフィスト 2005年1月号、5月号)
    - 魚か肉か食い物 (メフィスト 2005年9月号)
    - 夜の猫丸

- 月下美人を待つ庭で 猫丸先輩の妄言（2020年12月25日 東京創元社 ISBN 978-4-488-02832-9）
  - ねこちゃんパズル（『ミステリーズ!』Vol.97）
  - 恐怖の一枚（『ミステリーズ!』Vol.98）
  - ついてるきみへ（『ミステリーズ!』Vol.101）
  - 海の勇者（『ミステリーズ!』Vol.99）
  - 月下美人を待つ庭で（『ミステリーズ!』Vol.100）

### アンソロジー・その他登場作品
- 競作 五十円玉二十枚の謎（1993年1月20日 東京創元社 ISBN 978-4-488-02404-8 / 2000年11月17日 創元推理文庫 ISBN ISBN 978-4-488-40052-1）
  - 五十円玉二十枚の謎 解答編
    - デビュー作
    - 倉知は佐々木淳名義で応募
    - 若竹賞を受賞

- 大密室（1999年6月30日 新潮社 ISBN 978-4-10-430801-9 / 2002年2月1日 新潮文庫 ISBN 978-4-10-120431-4）
  - 揃いすぎ

- こめぐら（2010年9月30日 東京創元社 ISBN 978-4-488-02460-4 / 2014年1月30日 創元推理文庫 ISBN 978-4-488-42108-3）
  - 毒と饗宴の殺人 (小説新潮 1997年4月号)

- 豆腐の角に頭ぶつけて死んでしまえ事件（2018年3月28日 実業之日本社 ISBN 978-4-408-53723-8 / 2021年2月5日 実業之日本社文庫 ISBN 978-4-408-55642-0）
  - 猫丸先輩の出張